# Bashir Ahmed
Bashir Ahmed (* 23. prosince 1934 Karáčí, Pákistán) je bývalý pákistánský pozemní hokejista, člen vítězného týmu z olympiády v Římě v roce 1960. V turnaji nastoupil ve všech utkáních. V základní skupině proti Japonsku, Polsku a Austrálii, ve čtvrtfinále proti Německu, v semifinále proti Španělsku a ve finále proti Indii.